# یواس‌سی‌جی‌سی هیکری (دبلیوال‌بی-۲۱۲)
یواس‌سی‌جی‌سی هیکری (دبلیوال‌بی-۲۱۲) (به انگلیسی: USCGC Hickory (WLB-212)) یک کشتی است که طول آن ۲۲۵ فوت (۶۹ متر) می‌باشد.